# 淡氏墓
淡氏墓位於四川省廣安市廣安區，文物遺址年代判定為清、民國。是邓小平生母谈氏的墓葬。2002年12月27日公佈為四川省第六批省級文物保護單位。併入鄧小平故居。